# Lavalleja Fútbol Club (Minas)
El club llegó a jugar en la Segunda División Profesional de Uruguay en los años 2003 y 2004, realizando su mejor campaña en el 2003 quedando en el 7° puesto de la tabla acumulada. Pero después, terminó desafiliándose por deudas. La institución retornó a la AUF en la temporada 2021.

## Patrocinadores
- Salus
- Gatorade
- König
- Foresur
- Tendy
- La Barraquita Minas
- Perfumería García Minas
- Raval
- Taller Trelles

### Plantilla 2024
Última actualización: 30 de noviembre de 2016.

### Altas y bajas
| Altas           | Altas    | Altas                | Altas          | Altas |
| Jugador         | Posición | Procedencia          | Tipo           |       |
| --------------- | -------- | -------------------- | -------------- | ----- |
| Yuliano Montero | Golero   | Las Delicias         | Traspaso.      |       |
| Jonatan Pérez   | Volante  | Racing de Montevideo | Fin de Cesión. |       |

| Bajas            | Bajas     | Bajas            | Bajas          | Bajas |
| Jugador          | Posición  | Destino          | Tipo           |       |
| ---------------- | --------- | ---------------- | -------------- | ----- |
| Johany Hernández | Defensa   | Tabaré PFC       | Fin de Cesión. |       |
| Gabriel Bacetti  | Delantero | Piriapolis FC    | Fin de Cesión. |       |
| Matías Coccaro   | Volante   | Atlético Tucumán | Traspaso.      |       |

#### Jugadores de selección
- En Negrita Los Jugadores que actualmente juegan en la selecciòn.

## Uniforme
- Uniforme titular: Camiseta con bastones verticales rojos y blancos, pantalón y medias de color blanco.

## Palmarés
- Copa Nacional de Clubes (1) 2019
- Campeonato del Este (1) 1979
- Campeonato Minuano (7): 1922, 1926, 1969, 2016, 2017, 2022 y 2023

## Datos estadísticos
Datos actualizados para la temporada 2013
- Temporadas en Primera División: 104.º
  - Debut: Campeonato Minuano de Fútbol 1918

### Torneos Nacionales
- Campeonato de Fútbol del Este (Fase Preliminar de Copa El País: (1) 1979
- Mejor Ocupación en Copa El País: 1979 (segundo puesto)[1]